# Anablepsoides amanan
Anablepsoides amanan är en fiskart som beskrevs av Costa och Lazzarotto 2008. Arten ingår i släktet Anablepsoides, och familjen Rivulidae. Inga underarter finns listade i Catalogue of Life.